# Эггенштайн-Леопольдсхафен

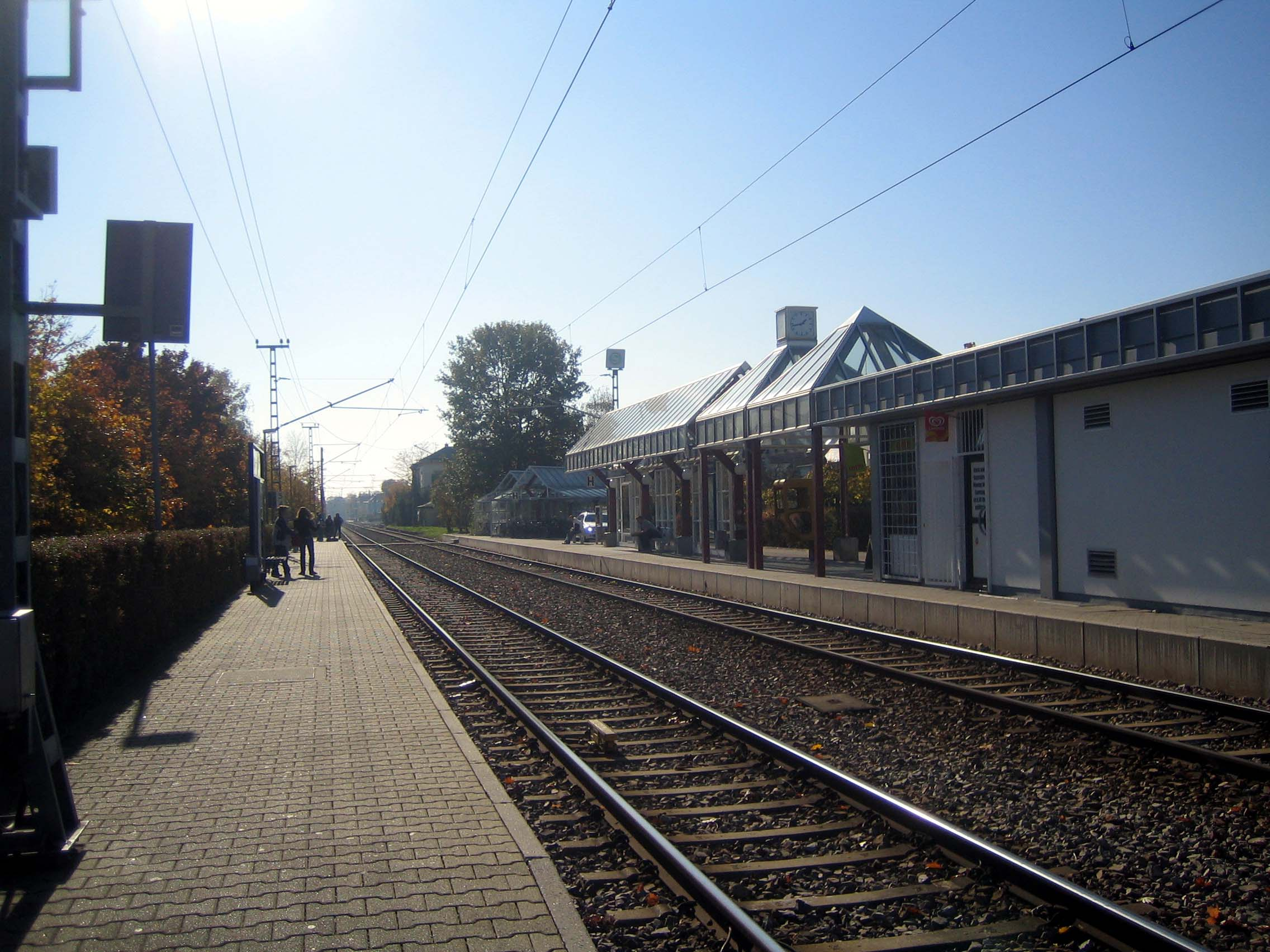
Вокзал

Эггенштайн-Леопольдсхафен (нем. Eggenstein-Leopoldshafen) — община в Германии, в земле Баден-Вюртемберг. 
Подчиняется административному округу Карлсруэ. Входит в состав района Карлсруэ.  Население составляет 15 820 человек (на 31 декабря 2010 года). Занимает площадь 26,09 км².